# 水资源
水资源包括经人类控制并直接可供灌溉、发电、给水、航运、养殖等用途的地表水和地下水，以及江河、湖泊、井、泉、潮汐、港湾和养殖水域等。水资源是发展国民经济不可缺少的重要自然资源。在世界許多地方，對水的需求已經超過水資源所能負荷的程度，同時有許多地區也瀕臨水資源利用之不平衡。管制民眾使用水的措施架構便稱做水權（Water right）。

## 世界水資源的供應與傳輸
食物與水是人的兩大基本需求。在2025年，水荒將在貧窮的國家更為嚴重，這是因為人口快速的成長，像是在中東、非洲以及亞洲部分地區。在2025年，在都市地區則需要新的建設方能提供安全的飲用水與適當的消毒。這意味著與農民的衝突，因為目前農業用水佔了世界上絕大部分的用水。
一般說來，北美與歐洲等國家在2025年時並無迫切的水資源危機，不只是因為富有，也是因為他們的人口數並沒有那麼擁擠，因此可均分到適當的水資源。北非、中東與南非將會面臨到十分嚴重的水資源短缺，因為氣候的乾旱以及人口過量使得人均用水量十分不足。中國的南方在2025年同樣會面臨到水資源的短缺，這並非是雨量不足所致，而是因為經濟上的快速發展所造成的消費增長，還有南水北送的政策影響，加強節水教育變成了一種重要手段。
總部設在美國波士頓的企業監督組織「國際企業責任」執行長穆維指控：「嚴重威脅人類獲取水資源的原因之一是，企業用水常優先於人民日常用水。」英國廣播公司公共衛生專欄作家Bobby Ramakant指出：「人類有生存權，就有用水以維持生命的權利。」

## 淡水的來源

### 地表水

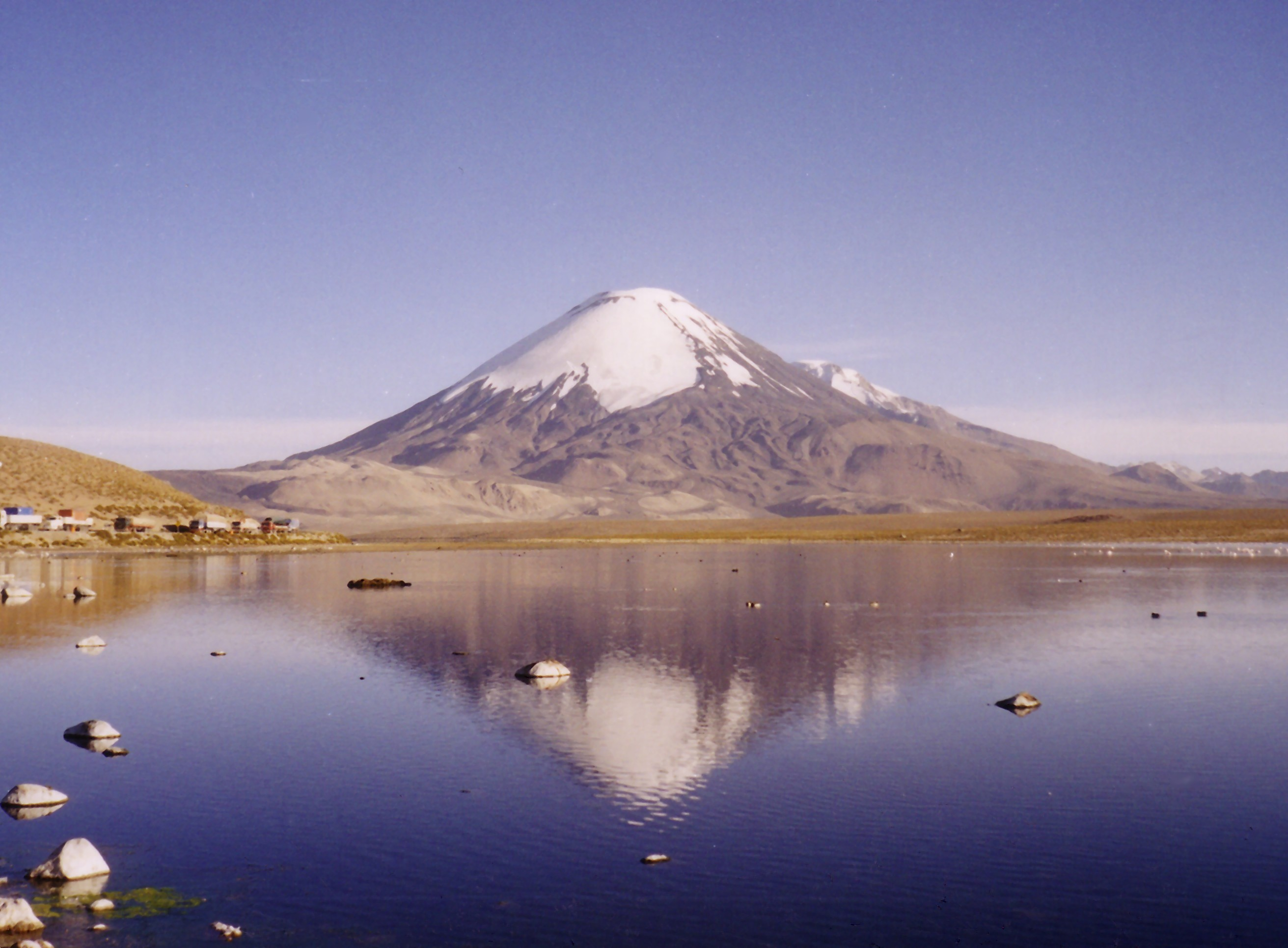
智利北部的Chungará湖和Parinacota火山

地表水是指河流、湖或是淡水濕地。地表水由經年累月自然的降水累積而成，並且自然地流失到海洋或者是經由蒸發消逝，以及滲流至地下。
雖然任何地表水系統的自然水來源僅來自於該集水區的降水，但仍有其他許多因素影響此系統中的總水量多寡。這些因素包括了湖泊、濕地、水庫的蓄水量、土壤的滲流性、此集水區中地表逕流之特性。人類活動對這些特性有著重大的影響。人類為了增加存水量而興建水庫，為了減少存水量而放光濕地的水分。人類的開墾活動以及興建溝渠則增加逕流的水量與強度。
當下可供使用的水量是必須考量的。部分人的用水需求是暫時性的，如許多農場在春季時需要大量的水，在冬季則幾乎不需要。為了要提供水與這類農場，表層的水系統需要大量的存水量來蒐集一整年的水，並在短時間內釋放。另一部份的用水需求則是經常性的，像是發電廠的冷卻用水。為了提供水與發電廠，表層的水系統需要一定的容量來儲存水，當發電廠的水量不足時補足即可。
加拿大擁有世界上最大的水量補給。

### 地下水
地下水是位於土壤縫隙與岩石中的淡水。同時也是在低於水位的地下水層中的水，某些地區因過度抽取地下水導致地層下陷的問題。
水在地下分為許多節段便是所謂的含水層。

### 海水淡化
海水淡化是一個將鹹水（通常為海水）轉化為淡水的過程。最常見的方式是蒸餾法與逆滲透法。目前來說，海水淡化的成本較其他方式高，而且提供的淡水量僅能滿足極少數人的需求。此法唯有對乾漠地區的高經濟用途用水有其經濟價值存在。目前最廣泛使用於波斯灣。

### 凍水

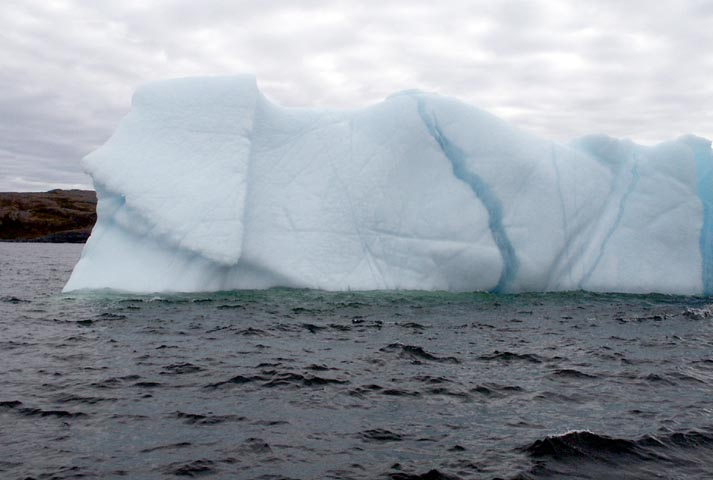
位於紐芬蘭暨拉布拉多省的冰山

早已有幾個計劃提出要利用冰山、冰川作為淡水的來源，但迄今為止僅止於新穎性用途，尚未能順利進行。而冰川徑流被視為都是地表水。

## 水資源私有化爭議
在世界銀行的逼迫下，一些國家曾經將水資源私有化，導致水價飛漲數倍。多個反水資源私有化團體，在世界各地紛紛出現，用來對抗水資源私有化。

## 相關組織
- 世界水資源協會，創立於1996年。
- 聯合國水資源組織，根據2002年的地球高峰會的結論於2003年成立。

## 註腳
1. ↑  － (PDF). 臺北市: . 2005年修訂版: 頁61. ISBN 957-678-430-1. 
－. . 臺北市: . 2010-10-27  [2012-12-27].
2. ↑  .   [2021-02-05]. （原始内容存档于2021-02-10）.
3. ↑  文／Erica Gies, 譯／林家弘.  (PDF). 看守台灣 Taiwan Watch.   [2021-01-25]. （原始内容存档 (PDF)于2021-02-01）.